# 4-я Гонконгская кинопремия
4-я церемония Гонконгской кинопремии, на которой были отмечены лучшие фильмы 1984 года, состоялась 13 апреля 1985 года в отеле Furama, Гонконг. Во время церемонии вручались награды в 14 категориях.

## Статистика
| Фильм                                | номинации | победы |
| ------------------------------------ | --------- | ------ |
| • Возвращение домой                  | 11        | 6      |
| • Длинная рука закона                | 9         | 2      |
| • Шанхайский блюз                    | 9         | 0      |
| • Гонконг 1941                       | 8         | 1      |
| • Любовь в падшем городе             | 4         | 1      |
| • Любвеобильная женщина династии Тан | 4         | 0      |
| • Закон в двух фазах                 | 3         | 1      |
| • За жёлтой линией                   | 3         | 1      |
| • Необычный роман                    | 3         | 1      |
| • Проект А                           | 2         | 1      |
| • Теппаньяки                         | 2         | 0      |
| • Неверный путь к свадьбе            | 1         | 0      |
| • Верни меня                         | 1         | 0      |
| • Чери                               | 1         | 0      |
| • Вечная любовь                      | 1         | 0      |
| • Бледная страсть                    | 1         | 0      |
| • Закусочная на колёсах              | 1         | 0      |
| • Фокус-покус                        | 1         | 0      |
| • Боец с шестом                      | 1         | 0      |
| • Призрак любви                      | 1         | 0      |
| • Другая сторона джентльмена         | 1         | 0      |

## Список номинантов и лауреатов
★ Победители выделены отдельным цветом. 
| Номинация                         | Лауреаты и номинанты                                                                                          | Лауреаты и номинанты                                                                                   | Лауреаты и номинанты                       |
| --------------------------------- | --- | --- | ------------------------------------------ |
| Лучший фильм                      | | ★ «Возвращение домой» режиссёр: Им Хо                                                                  | ★ «Возвращение домой» режиссёр: Им Хо      |
| Лучший фильм                      | • «Гонконг 1941» режиссёр: Лён Пхоучи                                                                         | |                                            |
| Лучший фильм                      | • «Длинная рука закона» режиссёр: Джонни Мак                                                                  | |                                            |
| Лучший фильм                      | • «Шанхайский блюз» режиссёр: Цуй Харк                                                                        | |                                            |
| Лучшая режиссёрская работа        | ★ Им Хо за фильм «Возвращение домой»                                                                          | ★ Им Хо за фильм «Возвращение домой»                                                                   |                                            |
| Лучшая режиссёрская работа        | • Цуй Харк за фильм «Шанхайский блюз»                                                                         | |                                            |
| Лучшая режиссёрская работа        | • Джонни Мак за фильм «Длинная рука закона»                                                                   | |                                            |
| Лучшая режиссёрская работа        | • Лён Пхоучи за фильм «Гонконг 1941»                                                                          | |                                            |
| Лучшая режиссёрская работа        | • Дэнни Ли за фильм «Закон в двух фазах»                                                                      | |                                            |
| Лучшая женская роль               | ★ Сыцинь Гаова за фильм «Возвращение домой»                                                                   | ★ Сыцинь Гаова за фильм «Возвращение домой»                                                            |                                            |
| Лучшая женская роль               | • Сильвия Чанг за фильм «Шанхайский блюз»                                                                     | |                                            |
| Лучшая женская роль               | • Жозефин Ку за фильм «Возвращение домой»                                                                     | |                                            |
| Лучшая женская роль               | • Сесилия Ип за фильм «Гонконг 1941»                                                                          | |                                            |
| Лучшая женская роль               | • Дини Ип за фильм «Неверный путь к свадьбе»                                                                  | |                                            |
| Лучшая мужская роль               | | ★ Дэнни Ли за фильм «Закон в двух фазах»                                                               | ★ Дэнни Ли за фильм «Закон в двух фазах»   |
| Лучшая мужская роль               | • Чоу Юньфат за фильм «Гонконг 1941»                                                                          | |                                            |
| Лучшая мужская роль               | • Кент Чэн за фильм «Верни меня»                                                                              | |                                            |
| Лучшая мужская роль               | • Майкл Хёй за фильм «Теппаньяки»                                                                             | |                                            |
| Лучшая мужская роль               | • Джеки Чан за фильм «Проект А»                                                                               | |                                            |
| Лучшая женская роль второго плана | | ★ Анита Муи за фильм «За жёлтой линией»                                                                | ★ Анита Муи за фильм «За жёлтой линией»    |
| Лучшая женская роль второго плана | • Лолетта Ли за фильм «Шанхайский блюз»                                                                       | |                                            |
| Лучшая женская роль второго плана | • Лам Хой-Лин за фильм «Любвеобильная женщина династии Тан»                                                   | |                                            |
| Лучшая женская роль второго плана | • Лиза Чао за фильм «Любовь в падшем городе»                                                                  | |                                            |
| Лучшая женская роль второго плана | • Анджела Юй за фильм «Гонконг 1941»                                                                          | |                                            |
| Лучшая мужская роль второго плана | ★ Вай Шум за фильм «Длинная рука закона»                                                                      | ★ Вай Шум за фильм «Длинная рука закона»                                                               |                                            |
| Лучшая мужская роль второго плана | • Чор Юэнь за фильм «Чери»                                                                                    | |                                            |
| Лучшая мужская роль второго плана | • Тай Бо за фильм «Закон в двух фазах»                                                                        | |                                            |
| Лучшая мужская роль второго плана | • Чан Кочу за фильм «Любвеобильная женщина династии Тан»                                                      | |                                            |
| Лучшая мужская роль второго плана | • Энтони Чан за фильм «За жёлтой линией»                                                                      | |                                            |
| Лучший сценарий                   | ★ Лианг Конг за фильм «Возвращение домой»                                                                     | ★ Лианг Конг за фильм «Возвращение домой»                                                              |                                            |
| Лучший сценарий                   | • Майкл Хёй за фильм «Теппаньяки»                                                                             | |                                            |
| Лучший сценарий                   | • Джон Чань за фильм «Гонконг 1941»                                                                           | |                                            |
| Лучший сценарий                   | • Филип Чан за фильм «Длинная рука закона»                                                                    | |                                            |
| Лучший сценарий                   | • Манфред Вонг за фильм «Вечная любовь»                                                                       | |                                            |
| Лучший новый актёр                | ★ Жозефин Ку за фильм «Возвращение домой»                                                                     | ★ Жозефин Ку за фильм «Возвращение домой»                                                              |                                            |
| Лучший новый актёр                | • Лолетта Ли за фильм «Шанхайский блюз»                                                                       | |                                            |
| Лучший новый актёр                | • Чун Лай-Пин за фильм «Бледная страсть»                                                                      | |                                            |
| Лучший новый актёр                | • Дан Лин за фильм «Длинная рука закона»                                                                      | |                                            |
| Лучший новый актёр                | • Мэгги Чун за фильм «За жёлтой линией»                                                                       | |                                            |
| Лучшая операторская работа        | ★ Брайан Лай за фильм «Гонконг 1941»                                                                          | ★ Брайан Лай за фильм «Гонконг 1941»                                                                   |                                            |
| Лучшая операторская работа        | • Пун Хан-Сан за фильм «Возвращение домой»                                                                    | |                                            |
| Лучшая операторская работа        | • Джонни Ку за фильм «Длинная рука закона»                                                                    | |                                            |
| Лучшая операторская работа        | • Дэниел Чан за фильм «Необычный роман»                                                                       | |                                            |
| Лучшая операторская работа        | • Тони Хоуп за фильм «Любовь в падшем городе»                                                                 | |                                            |
| Лучший монтаж                     | ★ Питер Чун за фильм «Длинная рука закона»                                                                    | ★ Питер Чун за фильм «Длинная рука закона»                                                             |                                            |
| Лучший монтаж                     | • Кин Кин за фильм «Возвращение домой»                                                                        | |                                            |
| Лучший монтаж                     | • Питер Чён за фильм «Гонконг 1941»                                                                           | |                                            |
| Лучший монтаж                     | • Нг Кам-Ва, Чоу Сиу-Лам за фильм «Шанхайский блюз»                                                           | |                                            |
| Лучшая работа художника           | ★ Уильям Чанг за фильм «Возвращение домой»                                                                    | ★ Уильям Чанг за фильм «Возвращение домой»                                                             |                                            |
| Лучшая работа художника           | • Тони Ау за фильм «Любовь в падшем городе»                                                                   | |                                            |
| Лучшая работа художника           | • Им Чим-Лам за фильм «Необычный роман»                                                                       | |                                            |
| Лучшая работа художника           | • А-Юнг Хинг-И за фильм «Шанхайский блюз»                                                                     | |                                            |
| Лучшая работа художника           | • Тан Конг-Инь, Чан Кинг-Сам, Рэймонд Ли за фильм «Любвеобильная женщина династии Тан»                        | |                                            |
| Лучшая постановка экшена          | | ★ Джеки Чан, Саммо Хун за фильм «Проект А»                                                             | ★ Джеки Чан, Саммо Хун за фильм «Проект А» |
| Лучшая постановка экшена          | • Саммо Хун, Билли Чан за фильм «Длинная рука закона»                                                         | |                                            |
| Лучшая постановка экшена          | • Чинь Ка-Лок, Бенни Лай, Марс, Ка Ли, Дэнни Чоу за фильм «Закусочная на колёсах»                             | |                                            |
| Лучшая постановка экшена          | • Саммо Хун за фильм «Фокус-покус»                                                                            | |                                            |
| Лучшая постановка экшена          | • Кинг Ли, Сяо Хо, Лю Цзялян за фильм «Боец с шестом»                                                         | |                                            |
| Лучшая музыка                     | ★ Вайолет Лам, Стивен Шин, Со Цзян-Хау за фильм «Любовь в падшем городе»                                      | ★ Вайолет Лам, Стивен Шин, Со Цзян-Хау за фильм «Любовь в падшем городе»                               |                                            |
| Лучшая музыка                     | • Китаро за фильм «Возвращение домой»                                                                         | |                                            |
| Лучшая музыка                     | • Лам Мю-Так за фильм «Длинная рука закона»                                                                   | |                                            |
| Лучшая музыка                     | • Джеймс Вонг, Тан Сиу-Лам за фильм «Шанхайский блюз»                                                         | |                                            |
| Лучшая музыка                     | • Джим Сам за фильм «Любвеобильная женщина династии Тан»                                                      | |                                            |
| Лучшая песня                      | ★ Композитор: Ли Нга Сонг • Текст: Ченг Квок Конг • Исполнитель: Лам Чи-Мэй за фильм «Необычный роман»        | ★ Композитор: Ли Нга Сонг • Текст: Ченг Квок Конг • Исполнитель: Лам Чи-Мэй за фильм «Необычный роман» |                                            |
| Лучшая песня                      | • Композитор/текст: Джеймс Вонг • Исполнитель: Салли Йе за фильм «Шанхайский блюз»                            | |                                            |
| Лучшая песня                      | • Композитор: Лам Ман Йи • Текст: Лам Ман-Чанг • Исполнитель: Алан Там за фильм «Призрак любви»               | |                                            |
| Лучшая песня                      | • Композитор: Хей До-Лонг • Текст: Ченг Квок-Конг • Исполнитель: Анита Муи за фильм «Возвращение домой»       | |                                            |
| Лучшая песня                      | • Композитор: Чан Фей-Лап • Текст: Лам Ман-Чунг • Исполнитель: Алан Там за фильм «Другая сторона джентльмена» | |                                            |